# Листовидка Верхюэла
Листовидка Верхюэла (лат. Phyllodes verhuelli) — вид ночных бабочек из семейства Erebidae, широко распространенный в тропиках и субтропиках Юго-Восточной Азии. Ареал включает Филиппины, Яву, Борнео, Суматру, южную Мьянму.

## Описание

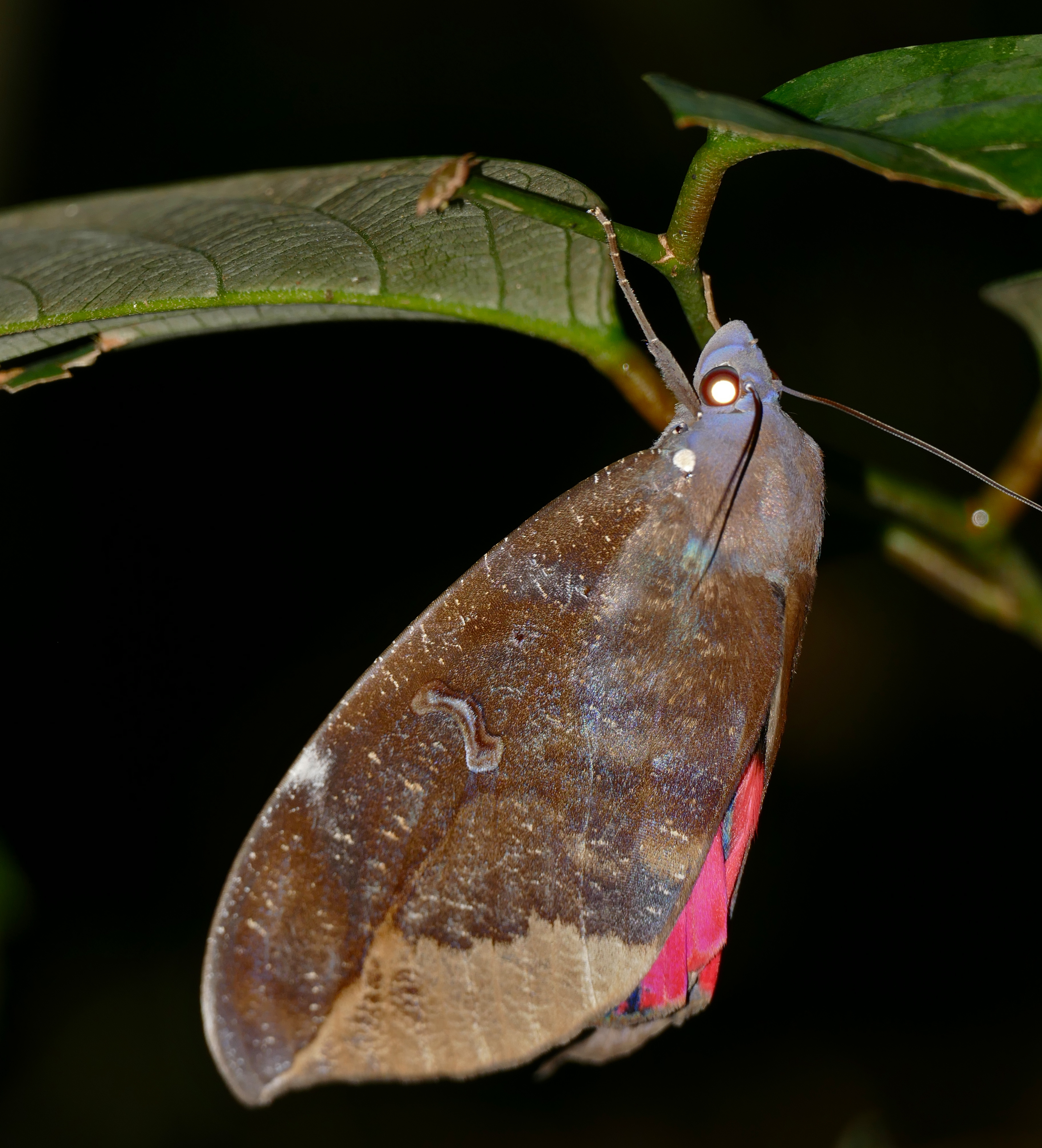

Крупные бабочки с размахом крыльев до 13 см. Тело и крылья опушены густыми волосками. Передние крылья коричневые с более тёмными тонкими поперечными линиями и почковидным пятном у переднего края, своим видом подражают сухому листу. Вершина передних крыльев заострена. При складывании они маскируют более задние крылья. Последние чёрного цвета со слабым иссиня-чёрно-фиолетовым металлическим отблеском и с крупным округлым розово-красным полем, охватывающим с трёх сторон крупное белое пятно. Особи с Филиппин отличаются от прочих более широкой красной областью на задних крыльях и могут представлять собой ещё не описанный подвид.